# Limonia perbeata
Limonia perbeata là một loài ruồi trong họ Limoniidae. Chúng phân bố ở miền Cổ bắc.